# Bomolochus cuneatus
Bomolochus cuneatus – gatunek widłonoga z rodziny Bomolochidae. Nazwa naukowa tego gatunku skorupiaków została opublikowana w 1920 roku przez zoologa Charlesa McLeana Frasera.